# Ленинский комсомол (турбоход)
«Ле́нинский комсомо́л» — торговое судно Черноморского морского пароходства (СССР), многоцелевой сухогруз-твиндекер проекта 567, первый из серии «Ленинский комсомол», паротурбоход. Судно названо в честь комсомола, основателем которого являлся Ленин.
Об этом судне написано много газетных и журнальных статей, упомянуто в рассказах и книгах писателей, в воспоминаниях очевидцев как со стороны Советского Союза, так и со стороны противников времён Холодной войны. Поэтому путь этого судна можно проследить по печатным изданиям и воспоминаниям.

## Данные о судне[1]
- Проект разработан ЦКБ «Черноморсудопроект» (г. Николаев, СССР).
- Главные конструкторы: Бохоневич К. И. (до 1956 г.), Сидоров Б. К. (1956—1961 г.г.)
- Построен на Херсонском Судостроительном заводе.
- Строительство начато: 25.09.1957
- Сдан (введён в эксплуатацию): 23.12.1959 года (ответственный сдатчик Багненко Ф. М.)
- Регистр: РСССР
- Регистровый №: М-22384
- Официальный (строительный) номер: 1201
- Формула класса: КМ(*)Л3[1]

### Силовая установка и вспомогательные механизмы[3]
В средней части судна, между трюмами № 3 и № 4, находилось машинно-котельное отделение с современным на то время высокоэкономичными механизмами. Турбозубчатый агрегат «ТС-1», состоящий из двухкорпусной турбины и редуктора, питаемые 2 мазутными котлами с мощностью 25 тонн пара в час с давлением в 42 атмосферы и температурой в 470°С. Турбина имела мощность 13000 л. с., выдавая 1000 оборотов в минуту на полном ходу. Редуктор понижал это число до 100 при переходе к одному валу вращающему один гребной винт. Четырёхлопастный гребной винт из бронзы имел диаметр 6,3 метра. Процессы управления котлами и турбиной были автоматизированы. Место постройки СЭУ: Кировский завод (г. Ленинград, СССР).
В итоге сухогруз с максимальной загрузкой развивал скорость до 18,5 узла. Все процессы управления котлами и турбиной были полностью автоматизированы.
Два турбогенератора переменного тока напряжением 400 В, и мощностью по 600 кВт обеспечивали энергоснабжением все судовые механизмы. На корабле находился аварийный дизель-генератор мощностью 100 кВт, который начинал работу при выходе из строя котлов или турбогенераторов, при попадании воды через пробоину в машинное отделение и прочие неприятности.

### Рулевое устройство
Руль типичный, площадью 21 м², и подвешивался на петлях. Управление этим устройством осуществлялось с помощью электрогидравлического привода.

### Якорное устройство и швартовное устройство
Для постановки сухогруза «Ленинский Комсомол» на якорь применялись два носовых становых якоря Холла весом по 5 тонн, один запасной и один кормовой якорь Холла весом по 2 тонны. Спуск и подъем носовых якорей производился с помощью брашпиля, а кормового, который находился с правой части кормы, — с помощью шпиля. Брашпиль и шпиль использовались также и при швартовке судна.

### Грузовое устройство[3]
- 20 лёгких грузовых стрел грузоподъёмностью 16 × 5,0 т и 4 × 10,0 т — на трюма № 1 и № 6 было по 2 стрелы, а на остальные 4 трюма по 4 стрелы. Стрелы с лебёдками, автоматизированные, наподобие крана, и управляющиеся одним человеком), которые могли работать на телефон (работа двумя спаренными грузовыми стрелами).
- 2 тяжеловесные грузовые стрелы грузоподъёмность по 60,0 т были установлены над люками трюмов № 3 и № 4, однако с их помощью можно было «переносить» тяжёлые грузы к трюмам № 2 и № 5. Таким образом, в четыре средних трюма с самыми большими люками можно было производить обработку грузов весом до 60 тонн собственными стрелами судна.
- 5 мачт, четыре из которых Л-образной конструкции для крепления грузовых стрел и одна над жилой настройкой в центре судна.
- 2 пары грузовых колон для крепления грузовых стрел.

### Грузовые трюма. Cкорость грузовых операций и сохранность грузов
- 6 грузовых трюмов и в каждом по одному твиндеку. В трюмах устанавливалась система осушения воздуха.

Люки с размерами: четыре 11,9 м на 9 м, один 8,3 м на 6,0 м и один 9,3 м на 7,0 м.
Во избежание повреждения грузов от сырости, которая особенно велика в тропических широтах, в трюмах была установлена вентиляционная система осушения воздуха. Эта установка засасывала при помощи нескольких вентиляторов наружный воздух, осушала его и направляла по трубопроводам в трюмы.
Для оптимизации погрузочно-разгрузочных работ на турбоходе «Ленинский Комсомол» в ходе его строительства внедрялись все самые последние судостроительные нововведения, в частности:
- Проблемой для сухогрузов того времени были относительно невысокие борта, через которые перелетали океанские волны и частенько досаждали советских моряков. На судах ранних построек, чтобы в трюмы не попадала вода, грузовые люки задраивались вручную деревянными крышками — лючинами — и накрывались сверху брезентом. Это отнимало довольно много времени, и не считалось достаточно надёжным способом. На сухогрузных судах типа «Ленинский Комсомол» люки начали закрывать при помощи металлических крышек с механическим приводом. Теперь, чтобы надёжно закрыть все люки за несколько минут, требовался всего один человек.[3]
- двойные открытия (две секции крышек) для каждого люка грузового трюма и твиндека;
- суда этой серии были твиндекерами, то есть имели твиндеки в грузовых помещениях (в трюмах). Причем, крышки твиндечных просветов не понтонного типа, а открывались и закрывались с помощью свистовов и лебёдок. Крышки трюмов открывались и закрывались с помощью гидравлики.

### Аппаратура связи и навигации на борту судна[3]
На сухогрузах проекта 567 были и первые автоматические устройства управления судном. Например, гироскопический компас показывал курс, на котором «автоматический рулевой» точно удерживал корабль, а «автоматический прокладчик курса», связанный с гирокомпасом и электрическим лагом, постоянно наносил на карту координаты перемещения судна.
Также на борту корабля находились системы для безопасного мореплавания. Радиолокационная станция помогала штурманам и капитану определять различные препятствия и встречные суда и корабли, а эхолот давал возможность в любой момент определить глубину моря под килем сухогруза. В помощь радиолокационной станции использовался радиопеленгатор, который указывал направление радиомаяков. При пересечении двух и более пеленгов было легко определить координаты судна в океане.
Длинноволновая и коротковолновая радиоаппаратура, которым оснащалось судно, обеспечивало устойчивой радиотелеграфной связью с портами и другими судами, а с помощью приемо-передающей радиостанции типа «Урожай» можно было проводить и телефонные переговоры.

### Спасательные шлюпки и условия для экипажа
В распоряжении экипажа для их спасения на судне было предусмотрено две моторные спасательной шлюпки вместимостью по 28 человек и две спасательные шлюпки с количеством мест 36 — каждая. Все спасательные средства подвешивались на шлюпбалках по двум бортам. Таким образом, в случае необходимости спасательные шлюпки, расположенные на одном борту, могли принять весь экипаж судна. На корме с правого борта располагался катер, а на корме с левого борта — рабочая шлюпка.
Жилые помещения морского судна располагались в средней части корабля и были рассчитаны на размещение 48 человек экипажа, 12 пассажиров и 8 курсантов морских учебных заведений. Экипаж уменьшался постепенно и к 1980-м годам стал не более 25 чел.
В 1959 году в Советском Союзе были построены первые в стране морские и крупные речные суда с системами кондиционирования воздуха: сухогрузный пароход «Ленинский Комсомол», пассажирские речные суда для Волги «Ленин» и «Советский Союз».

## Строительство судна[5][6]
Херсонский судостроительный завод был восстановлен 12 декабря 1952 года. Первое крупнотоннажное судно, танкер «Херсон» дедвейтом 11 800 т, было сдано заказчику 2 декабря 1952 года.
В декабре 1956 года на Кубу высадились левые революционеры, прибывшие на яхте «Гранма», во главе с Фиделем и Раулем Кастро, Эрнесто Че Геварой и Камило Сьенфуэгосом. Они приступили к вооружённой борьбе против правящего режима. Для поддержки Кубы Советскому Союзу нужны были суда-трансатлантики для работы в тропических районах. В Херсон приехали работать ряд специалистов по судостроению из Ленинграда.
В течение 1957 года основное усилие всего коллектива завода направлялось на строительство головного сухогруза дедвейтом 16 000 т. Уже с самого начала подготовка производства задерживалась из-за отставания проектировочных работ в николаевском ЦКБ «Черноморсудопроект», а также крайне неудовлетворительного поступления металлопроката. Сложившиеся обстоятельства поставили судостроителей в очень трудное положение. Особенно большой объем работ предстояло выполнить отделу главного технолога и технологам цехов: в сжатые сроки разработать принципиально новую технологию постройки судна, составить типовые технологические процессы и графики подготовки производства.
В начале 1957 года технологи сделали расцеховку всех чертежей, составили ведомости технологических комплектов и определили их трудоёмкость. Предстояла ещё разработка типовой и рабочей технологии на все виды корпусных работ, на монтаж главного турбозубчатого агрегата, вспомогательных механизмов, валопровода, главных котлов, систем трубопроводов и на проведение достроечных работ.
По просьбе комсомольцев и молодежи Херсонского судостроительного завода, которые взяли шефство над строительством головного сухогрузного судна и обязались к 40-й годовщине комсомольской организации на два месяца раньше срока сдать его в эксплуатацию, Министерство морского флота присвоило сухогрузу наименование «Ленинский комсомол».
В июне 1957 года в металлообрабатывающем цехе началась постройка головного сухогруза. Цех секционной сборки осваивал строительство крупных секций весом до 100 тонн. Отсутствие опыта и новая технология представляли для коллектива определённые трудности. Кроме того, некоторые сложности создавались из-за ошибок, допущенных при изготовлении оснастки, а также некачественно собранных постелей, на которых размещались секции. Ритмичную работу цехов часто нарушал отдел снабжения: с большими перебоями поступал на завод лес, не доставало многих толщин металла, а это тормозило комплектацию деталей для секций.
Вместе с тем, рационализаторы завода вносили различные предложения по улучшению методов строительства судна. Так, например, группа инженеров в составе А. Р. Эппеля, А. А. Куликовой, В. К. Зиберова, Ф. М. Багненко предложила изменить схему прокладки трубопровода обогревателя донных цистерн. Внесённое предложение позволило значительно сократить работы по гибке труб. Очень трудоёмкой операцией была зачистка мест под установку набора секций, которая производилась с помощью турбинки вручную. Работники цеха секционной сборки М. А. Пиллер и А. В. Еременко предложили и изготовили специальную тележку с грузом, на которую крепилась турбинка. Теперь рабочий передвигал тележку по местам, где требовалась зачистка, приводя турбинку в действие с помощью выключателя, установленного на ручке тележки.
От работы пескоструйщиков зависело качество корпуса судна, его надстроек, выгородок. Труд пескоструйщика был труден и, зачастую, вреден для здоровья. Первое время песок приходилось подносить вручную, часто он доставлялся наполовину с глиной, что затрудняло работу пескоструйщиков, выходили из строя плиты для его сушки. Резиновые шланги не выдерживали давления и лопались, на их починку уходило много времени. В стапельном цехе бригаду пескоструйщиков возглавлял И. П. Пирог. Члены бригады С. Я. Сокульский, А. Л. Рыжков и А. Г. Разуменко много сделали для того, чтобы усовершенствовать орудия своего труда и саму организацию работ. Тем не менее, пескоструйная очистка металла не имела перспективы и требовала замены на другие, более совершенные методы.
Более прогрессивным способом очистки листовой стали и узлов металлических конструкций считался дробемётный, при котором очистка поверхности осуществлялась ударами струи из чугунной или стальной дроби по металлу, находящемуся в герметически закрытой камере. К концу 1957 года цех секционной сборки изготовил и смонтировал две дробемётные установки, очистка с помощью которых имела ряд технологических и экономических преимуществ перед пескоструйной и дробеструйной и коренным образом улучшала условия труда рабочих, занятых на очистке изделий.
Ответственная работа по сборке кормовой оконечности корпуса судна, по установке ахтерштевня, где требовался большой опыт, чтобы в стеснённых условиях выполнить работу точно и в срок, всегда поручалась бригаде судосборщиков стапельного цеха П. С. Иванова. Сам бригадир пришёл в судостроение в 1946 году, начав строить корабли на ленинградских заводах. В 1951 году с накопленным опытом он прибыл на херсонский завод, где ему поручили возглавить бригаду судосборщиков, состоявшую к моменту строительства сухогруза «Ленинский комсомол» из 17 человек, в большинстве своём его учеников, выросших до опытных судосборщиков. Сборку самых сложных узлов корпуса головного сухогруза поручали вести именно этой бригаде.
В августе 1958 года на Херсонском судостроительном заводе произошла смена руководства: директор предприятия И. Г. Анацкий был переведён на работу в управление Херсонского совнархоза, а на должность директора завода назначен А. Н. Захаров, бывший главный технолог Черноморского судостроительного завода. Особое внимание новый директор начал сразу же уделять строительству головного сухогруза «Ленинский комсомол». Объём работ на сухогрузе возрос в 2 с лишним раза по сравнению с танкером. Поэтому директору становилось ясно, каких огромных усилий потребуют от коллектива постройка этих более сложных судов и выполнение производственной программы в целом.
11 апреля 1959 года на заводе с утра чувствовалась необыкновенная торжественность, красочно были разукрашены флагами и транспарантами ворота док-камеры. В этот день стапельщики спускали на воду сухогруз «Ленинский комсомол». По приглашению руководителей и общественных организаций с утра на завод стали прибывать многочисленные гости. В десять часов утра начальник стапельного цеха П. М. Филиппович доложил директору завода А. Н. Захарову о полной готовности спусковой команды приступить к передвижке судна. И вот могучий красавец медленно вошел в док-камеру. К утру 13 апреля сухогруз пришвартовался у пирса.
Швартовые испытания первого сухогруза новой серии продолжались сравнительно долго. Судно сдали заказчику только 23 декабря 1959 года. Продолжительность его постройки от закладки до сдачи длилась около 27 месяцев. Перед ответственным сдатчиком «Ленинского комсомола» Ф. М. Багненко и сдаточным механиком И. Ф. Ивановым возникло много трудностей, особенно связанных с монтажом и наладкой силовой установки — парового турбозубчатого агрегата. Для успешного их преодоления нужно было соединить в единый рабочий процесс и напряженный труд всех цехов, участков, бригад и каждого человека в отдельности.
Особенно тщательно продумывалось проведение ходовых испытаний. Обычно, при сдаче всех судов, обнаруженные в процессе испытаний дефекты устранялись в городах Поти или Батуми. Там же проводилась и ревизия механизмов. Всё необходимое для ремонта или замены доставлялось туда на автомашинах или самолётами, что влекло за собой огромные затраты средств. На этот раз процесс сдачи судна изменили и на ревизию сухогруз возвратился на завод. Это позволило не только ликвидировать обременительные расходы средств и времени для транспортировки необходимых материалов, но и сократить состав сдаточной команды. Вместо 142 человек, которые обычно посылались на ходовые испытания, на судне осталось всего 82 человека. И люди в этот раз в команду подбирались более тщательно, чтобы каждый член команды не только знал механизмы или аппаратуру, но и мог вовремя принять меры к недопущению выхода их из строя. После проведения ревизии судно подверглось четырёхчасовому контрольному пробегу до Одессы и там окончательно сдано государственной комиссии.
Уже через семь дней после сдачи, находясь в дальнем рейсе, экипаж моряков сухогруза «Ленинский комсомол» поздравил коллектив херсонских судостроителей с Новым годом, а капитан судна И. А. Кудь сообщил: «Все механизмы турбохода работают нормально. Благодарим за хорошее судно...»
Смотри фото: http://www.mycity.kherson.ua/gallery/displayimage.php?pid=2266

## В эксплуатации

### Первые рейсы
Пройдя через Суэцкий канал побывал в Японии.

### КлиперXX века[7][5][8]
В середине 1960-х годов моряки Черноморского морского пароходства стали из уст в уста передавать историю:

Турбоход «Ленинский Комсомол» обогнал иностранное судно. Капитан иностранного судна прибавил ход и поравнялся с турбоходом. На «Ленинском Комсомоле» опять прибавили ход. То же самое сделал капитан иностранного судна и опять поравнялся. Тогда на турбоходе дали самый полный, сделали циркуляцию вокруг идущего иностранного судна и далеко ушли вперёд не оставив шанса иностранному судну догнать. Капитан иностранного судна начал спрашивать по УКВ-радио связи: Что за судно? Какой национальности?

Похоже на байку, то есть выдуманную историю. Но выдумано отчасти — не было только циркуляции. Чтобы понять откуда выросла байка, — вернёмся в март 1962 года.
В марте 1962 года, когда сухогруз «Ленинский комсомол» ненадолго возвратился в Херсонский порт, где состоялась встреча моряков с судостроителями, капитан судна И. А. Кудь с восторгом отзывался о конструкции судна, о работе навигационных приборов и оборудования, о быстром его ходе:

Заходим мы в Красное море, а на горизонте дымят какие-то пароходы. Через некоторое время нагоняем их и оставляем за кормой.
— Чей корабль и откуда? — запрашивает нас флажками английское судно «Читрол».
— Из Херсона. — отвечаем.
— Что за город, не знаем?
Пришлось отвечать подробней:
— «Херсон — родной брат Одессы и живут рядом», — не без юмора передаем флажками. Ну, а Одессу-то все знают.

Но иностранец не успокаивался и поинтересовался фирмой, которая строила судно. Капитан распорядился назвать министерство. Англичанин опять не унимался, хотел ещё знать, кто президент фирмы. Радист назвал фамилию директора Херсонской верфи.
На этот раз англичанин поблагодарил и попросил передать привет президенту фирмы, которая строит такие великолепные корабли. И ещё, что будет очень рад лично встретиться с мистером Заботиным.
Встреча эта потом состоялась. Настырный капитан оказался президентом крупной судостроительной фирмы. Его многое поразило на херсонском заводе. Уезжая, он пригласил Заботина к себе в гости. Приглашение директор принял.
Эта история попала была по своему описана в журнале Огонёк № 16 от 15 апреля 1962 года, в котором автор статьи «Флаги остаются за кормой» Коробова Р. писала:

В январе этого года советский турбоход «Ленинский Комсомол», подходя к Суэцу, обогнал английское пассажирское судно «Читрэл». Корабли расходились так близко, что в биноклю можно было разглядеть удивлённые лица пассажиров на «Читрэле». Капитан английского судна не хотел уступать: он приказал увеличить скорость. Но и это не принесло успеха: британский флаг всё же остался за кормой советского судна.
«Ленинский Комсомол» — судно молодое... Но за столь короткое время лайнер добавил славы и советским морякам и отечественному кораблестроению. Не так давно капитаны иностранных судов были удивлены тем, что «Ленинский Комсомол» обогнал целый караван судов при выходе из Суэцкого канала. Однако тогда сочли это случайностью. Но вот второй, третий, четвёртый рейс — и снова на морских перекрёстках советский корабль встречается с иностранными. И снова суда под флагами самых разных стран остаются позади...

Пассажир Chitral можно увидеть здесь: http://www.ssmaritime.com/Cathay-Chitral-Page-One.htm
Турбоход «Ленинский Комсомол» в грузу развивал скорость до 18,5 узла, а самые лучшие пароходы предыдущих построек для Черноморского морского пароходства имели максимальную скорость не более 13,5 узлов, но были суда со скоростью меньше 10 узлов. То же положение и за границей. 5 узлов или более разница в скорости — это прилично и достаточно даже для циркуляции вокруг идущего судна.
Почитатели и работавшие на судах типа «Ленинский Комсомол» назвали эти суда «клиперами XX века».

### Операция «Анадырь»и прорывблокады Кубы
11 июня 1962 года министр морского флота СССР В. Г. Бакаев был вызван в Кремль к заместителю председателя Совмина СССР А. Н. Косыгину. В кабинете также находились Л. И. Брежнев и начальник главного оперативного управления Генштаба ВС СССР генерал-полковник С. П. Иванов. Бакаев был проинформирован, что предстоит крупная военная операция по переброске военнослужащих и техники на Кубу, которая потребует обеспечения судами морского флота. Так начиналась операция  «Анадырь». Предстояло перевезти 230 тыс. тонн грузов и более 43 тыс. человек — представителей всех видов и родов Вооруженных Сил СССР, в том числе РВСН — частей стратегического назначения, оснащенных ракетами средней дальности Р-12, Р-14 с радиусом действия от 2,5 до 4,5 тыс. км (всего 42 ракетные установки) с ядерными головными частями. Все это должно было быть перевезено в период с 15 июля по 15 ноября 1962 года.
Среди советских судов принимавших участие в переброске войск на Кубу и в прорыве блокады Кубы был турбоход «Ленинский комсомол».
Рейс Феодосия — Куба
Вышли из Феодосии 28 августа 1962 года. Портом прибытия была заявлена Касабланка (Марокко). Перевозили 3000 тонн генеральных грузов и зенитный дивизион.
Много лет спустя на конференции, посвященной Карибскому кризису Роберт Макнамара, который в 1960-х годах был министром обороны США, рассказал о том, что его ведомство даже провело эксперимент. На несколько сухогрузов посадили изрядное количество американских пехотинцев и вывели корабли на рейд.

«Те побыли там сутки или двое и устроили бунт. Их вынуждены были вернуть обратно, сделав вывод, что не может такого быть. А мы от 18 до 20 суток плыли в таких условиях», — вспоминает позже военный Николай Гончаров.

«Русский солдат выносливый. Конечно, было тяжело, особенно в 12-бальный шторм. Это была такая страшная вещь, когда корабли поднимало, наклоняло. Многие перестали кушать», — поделился информацией бывший советский военачальник Дмитрий Язов.

Будущий маршал Советского Союза и министр обороны, а в ту пору полковник Дмитрий Язов , был назначен командовать 400-м мотострелковым полком, который специально создавался для отправки на Кубу.
Тех, кто шел по северному маршруту, жестоко потрепал налетевший шторм. В закрытом наглухо трюме переносить его было особенно тяжело. Солдаты, следовавшие на Кубу через Черное море, страдали по иной причине. Они до сих пор вспоминают то плавание, как 20-дневный ад, через который чудом удалось пройти живыми.

«В первую ночь до подхода к проливу Босфор международная санитарная инспекция проверяла корабль и нас всех закрыли. От жары мы все разделись до трусов. Мы думали сейчас придут проверяющие и всех нас увидят. Нет, ничего подобного. Пришвартовался маленький катерок, им сбросили канатную лестницу и опустили на канате два больших ящика. Как потом нам стало известно, там была черная икра и коньяки», — добавил Николай Гончаров.

Эта банальная взятка избавила корабль от проверки и возможного провала всей операции «Анадырь».

«Мы размещались в помещении под верхней палубой 500 человек. Я спал там на нарах. Жарище было до 50 градусов, когда перешли со Средиземного моря в Атлантический океан. Если вблизи был берег, или шли какие-то корабли, шторки все закрывались и никого не выпускали. Когда раскаленные железные створки люков наконец-то сдвигали в сторону, из трюмов начинал валить пар, словно из бани», — вспоминает Валентин Полковников.
Спали на многоярусных нарах. Кроме них здесь же в трюмах выстроили бесконечно длинные столы и за ними ели.
«У нас была очередь с кормы по трапу на палубу до носа. В средине стоял человек с брандспойтом, который тебя обливал», — добавил Валентин Красоткин.

«Для того, чтобы отправлять естественные надобности на корабле есть два „очка“ на 700 человек. Сразу выстроилась очередь. И пока два человека не вернуться оттуда, остальные ждут их здесь», — рассказывает Николай Гончаров.

Если кому-то надо было в туалет срочно, а в этот момент выйти на палубу не представлялось возможным, то спускались в самый низ трюма.

«Там были ведра или баки, которые потом через наше помещение канатами вытаскивали наверх и выбрасывали за борт», — добавил Николай Гончаров.

Для тех из них, кто был послабее здоровьем, сами условия перевозки стали смертельным приговором.

«Некоторые не выдерживали и их хоронили по морскому обычаю — прямо в море и с веночком. Так хоронили наших товарищей», — поделился тайной Дмитрий Сенько.

Тем, кто вышел в море на судне позднее осенью, когда жара спала, было немного легче. Но даже в открытом океане приходилось постоянно скрываться. Американские самолеты появлялись над советскими кораблями по нескольку раз в день. Фотографии, сделанные ими, тут же попадали к аналитикам в ЦРУ.
Военную технику устанавливали на палубах в специальных контейнерах. Их производство контролировал сам Алексей Косыгин. Сверху они обшивались досками с надписями «Трактор-экспорт» или «Агроэкспорт», а изнутри металлическими листами, чтобы их было невозможно просветить рентгеном.

«Мы могли определить, что они везут вооружение, но мы не могли точно сказать, что именно они везут в трюмах. Советский народ был очень мудрым. Они хранили ракеты глубоко внизу, и когда они их выгружали на Кубе, то делали это только в ночное время суток», — поделился информацией американский специалист Дино Бруджони.
«Нас больше волновало то, что корабли шли высоко по воде, что свидетельствовало о их не загруженности», — вспоминает Дино Бруджлони.

Быть может, если удастся спровоцировать экипаж, Советы, защищаясь, раскроют свои намерения? Вот американские самолеты и кружили целыми днями над медлительными торговыми судами, что шли через океан к Кубе. По мере приближения судов к Кубе к облётам добавились и сближения со сторожевыми кораблями ВМС США.

«Летают целый день. Один уходит, второй приходит, как будто из воды выскакивает и начинает пикировать, причем старается над кораблем или где-то рядом уходить вверх. Стоял сильный грохот. Был случай на „Ленинском комсомоле“. Это мощный сухогруз, на котором шли наши ребята. Один сержант рассказывал, что американский самолет начал с самого утра летать, пикируя над кораблем. Когда в очередной раз он вылетел из-за корабля, то нырнул в океан», — рассказывает Николай Гончаров.

Самолёт просто не вышел из очередного «пике». Капитан «Ленинского комсомола» запросил Москву и получил разрешение на поиски и спасение американского лётчика. Корабль некоторое время кружил на месте падения, но на поверхности даже обломков не появилось.
12 сентября 1962 года турбоход «Ленинский комсомол» прибыл на Кубу в порт Никаро.

Секретно. Лично. Товарищу Козлову Ф. Р. Докладываем:
На подходе к о. Куба советские суда систематически облетаются самолётами США. В сентябре с. г. зарегистрировано до 50 случаев облёта 15 советских судов. Облёты совершаются на критически опасных высотах.
12 сентября в 4:00 по московскому времени судно «Ленинский комсомол» было дважды облётано неизвестным самолётом при подходе к порту Никаро. После очередного захода самолёт врезался в море в 150 метрах от судна и затонул.

Начиная с 18 сентября 1962 года, американские военные корабли стали постоянно запрашивать советские транспорты о характере перевозимого груза.
Следующий рейс на Кубу в октябре 1962 года пришёлся на период блокады Кубы
Судно вышло с Балтики. Перевозка подразделений 51 ракетной дивизии на Кубу.

### Вывоз ракет с Кубы[13][14][15][16]
До 15 ноября 1962 года СССР планировал закончить операцию Анадырь, ввезя все запланированные части, ракеты, военную технику.
Но уже в октябре договорились с американцами о вывозе, так как американцы проведали о переброске войск и ракет на Кубую Значит секретность операции Анадырь была нарушена и возможно американцы не знали название этой операции.
Согласно докладу американцев «Ленинский Комсомол» наблюдали готовящимся к отходу в рейс из порта Касильда (Куба) в 07:35 9 ноября 1962 года и судно ушло из порта в 09:35 утра этого же дня с палубным грузом восемь ракетных транспортёров покрытых брезентом. В это же время американский эсминец «Norfolk» пошёл для встречи с советским турбоходом и для фотографирования.
Уже 9 ноября 1962 года турбоход «Ленинский Комсомол», следующий через пролив Наветренный, сопровождал американский корабль «Dahlgren», следуя в 900 футах позади турбохода.
Затем подошедший американский эсминец «Norfolk» сменил корабль «Dahlgren». Эсминец «Norfolk» потребовал снять брезент с палубного груза турбохода «Ленинский Комсомол». «Norfolk» подошёл лагом к советскому судну. Покрытый палубный груз по внешнему виду представлял из себя 8 ракетный транспортёров с ракетами. В 10:52 «Norfolk» доложил, что палубный груз на «Ленинском Комсомоле» - 8 ракетных транспортёров покрытых брезентом. Раскрыли один палубный груз полностью и один частично. Американский эсминец потребовал раскрыть весь груз. Капитан советского судна ответил, что ему надо подтверждение верхних инстанций. «Norfolk» настойчиво требовал раскрыть груз. Экипаж раскрыл груз и американцы убедились, что на палубе 8 ракетный транспортёров с ракетами. Палубный груз был сфотографирован в 11:40 9 ноября 1962 года и эсминец продолжил сопровождение советского судна идя рядом, параллельным курсом. Согласно докладу американцев в 15:00 «Norfolk» ещё сопровождал «Ленинский Комсомол».
После этого среди моряков Черноморского морского пароходства пошли разговоры, что экипаж на одном советском судне сам раскрыл груз, без команды капитана, так как подтверждение на раскрытие ракет они могли не получить и с точки зрения экипажа ситуация была критическая. Было ли? В советской печати об этом умалчивают так же, как американцы умалчивали о упавшем в море пикирующем самолёте с американским лётчиком. Возможно капитаном во время вывоза ракет на турбоходе «Ленинский комсомол» был Кудь И.А. и его сняли после этого. Во время кругосветки в 1964 году капитаном турбохода «Ленинский комсомол» был Подгайный А.К.
Интересно, что на турбоходе «Металлург Аносов», вышедшего с Кубы 7 ноября 1962 года тоже с 8 ракетными установками на палубе, отказались раскрыть (снять брезент) палубный груз и американцы жёстко облетая судно со всех сторон сделали фотографии и сделали вывод, что на палубе ракетные установки. Не желая усложнять отношения американцы не стали настоятельно требовать, а преподнесли в печати с хорошей стороны своих лётчиков, которые очень низко летая над турбоходом смогли сделать фотографии, якобы доказывающие наличие на палубе ракетных установок.

### ВБраззавилев 1963
15 августа 1960 года была провозглашена независимость Республики Конго. Первым президентом стал Фюльбер Юлу, который 15 августа 1963 года был свергнут в результате инспирированного профсоюзами мощного выступления протеста против коррупции в административном аппарате на фоне ухудшающегося экономического положения. После обретения страной независимости в 1960 году Браззавиль стал столицей независимой Республики Конго. Был принят закон об однопартийной политической системе.
Два дня (15—16 августа 1963) страной управляло временное правительство, лидерами которого были Давид Муссака и Феликс Музабакани.
16 августа 1963 года к власти пришло временное правительство во главе с Альфонсом Массамба-Дебой..

### Кругосветказа 88 дней в 1964[25]
В 1964 году «Ленинский Комсомол» вышел в рейс из Новороссийска на Японию с грузом 14 тысяч тонн железа. Через Босфор, Дарданеллы, Суэцкий канал, Красное море и Баб-эль-Мандебский пролив вышли в Индийский океан. Взяли курс на Японию, где и сделали первую остановку в Нагое. Следующую неделю портовые грузчики вручную разгружали теплоход, а члены экипажа небольшими группами выходили в город. Из порта Нагоя «Ленинский комсомол» отправился во Владивосток для бункеровки. Взяв бункер, судно в балласте пересекло Тихий океан и дальше через Панамский канал пошло на Кубу. В порту Сьенфуэгос судно под завязку загрузили сахаром из тростника, сгребали его прямо бульдозерами. Далее – дорога домой на Чёрное море, в Новороссийск. Рядом с четверным трюмом – машинное отделение, оно горячее. Переборка между трюмом и машинным отделением разогревалась и поэтому сахар-сырец возле этой переборки застыл, его уже нельзя было выгрузить, пришлось отбойными молотками отбивать.
Кругосветка заняла 88 дней, включая стоянку в Нагое семь суток, во Владивостоке трое и Сьенфуэгос сутки. Судно преодолело 26 156 морских миль (48 388 километров). Если отбросить стояночное время в портах, то «Ленинский Комсомол» уложился в 80 дней, отведённых Жюлем Верном, и даже меньше — 77 дней. В те времена, чтобы пароход совершил кругосветное плавание и уложился в сроки предписанные Жюлем Верном в своей книге (80 дней) — возможно это был рекорд того времени для торговых судов если не всего Мира, то в СССР.

### Последующие рейсы
Капитан турбохода «Ленинский комсомол» А. К. Подгайный рассказывал о результатах рейса в порты Кубы:

Рейс на Кубу для нашего теплохода не первый. Но этот, о котором пойдет речь, начался не совсем удачно: докеры Херсонского и Ильичевского портов не уложились с погрузкой в положенное время и мы ушли в рейс с опозданием. Экипаж был заинтересован в том, чтобы наверстать время и успешно выполнить задание. Мы взяли на борт 130 тонн сверхпланового груза. Моряки выполнили своими силами много серьезных ремонтных работ, особенно потрудившись на ремонте дизель-генератора. Команда также успешно завершила работы по приведению в порядок корпуса, вспомогательных механизмов, грузового устройства. На Кубе мы разгружались в портах Гавана, Нуэвитас, Пуэрто-Падре, при этом в Гаване перегрузочные работы закончились с опережением на сутки, в Нуэвитасе опередили время на полтора суток, трое суток стояночного времени сэкономили в Пуэрго-Падре.

Во время одного из следующих рейсов турбоход «Ленинский комсомол» находился в порту Мариель. Когда на кубинском судне «Камагуэй» начался пожар, «Ленинский комсомол» стоял на внешнем рейде. Увидев огонь, вахтенный немедленно доложил об этом капитану. По пожарной тревоге на судне быстро сформировали и направили на горящее судно две аварийные бригады, которые благодаря хорошей морской выучке и умелым действиям совместно с аварийными группами других судов ликвидировали пожар.
Смотри фото: http://vfl.ru/fotos/c988081a5375010.html